# Hydrelia microptera
Hydrelia microptera là một loài bướm đêm trong họ Geometridae.